# 藤本憲司
藤本 憲司（ふじもと けんじ、1969年4月5日 - ）は、日本放送協会 (NHK) の元アナウンサー。

## 経歴
兵庫県出身。兵庫県立上郡高等学校、関西学院大学卒業。大学在学時にはサン放送アカデミーにも通っていた。
1992年にNHKに入局し、大津放送局 → 徳島放送局 → 大阪放送局 → ラジオセンターに勤務。ラジオセンターへ異動するまでは、大相撲中継や高校野球中継を主に担当した。

## 担当番組
- 大相撲中継（1997年 - 2006年）[3][4]
- 選抜高等学校野球大会（春の選抜）中継（2000年 - 2006年）[5][6]
- 全国高等学校野球選手権大会（夏の甲子園）中継（2000年 - 2005年）[7][8]
- その他のスポーツ中継（男子・女子全国高校駅伝、第19回・第21回全日本女子柔道選手権、2004年アテネオリンピックのラジオ中継など）
- 関西845 - キャスター[1]
- かんさいニュース1番 - 「スポーツスペクタクル」担当[9]